# Касуэллсилверит
Касуэллсилверит (англ. Caswellsilverite) — редко встречающийся в природе минерал, названный в честь американского геолога. Химическая формула NaCrS2. Имеет серый цвет, блеск умеренно металлический. Примеси - Fe,Ca,Mg,Mn,Ti. Плотность - 3.21 г/см³. Твёрдость низкая - 2 по шкале Мооса.